# 奥信夫
奥 信夫（おく のぶお、1897年（明治30年）6月2日 - 1958年（昭和33年）12月24日）は、大日本帝国陸軍軍人。最終階級は陸軍少将。

## 経歴
福岡県出身。1919年（大正8年）5月に陸軍士官学校第31期卒業。同年12月に陸軍歩兵少尉に任官。1929年（昭和4年）陸軍大学校に入学し、1932年（昭和7年）同校第44期卒業。1939年（昭和14年）8月に第1独立守備隊参謀に就任した。
1941年（昭和16年）8月、陸軍歩兵大佐に進み、同年10月、留守第2師団参謀長を経て、大東亜戦争が勃発すると1943年（昭和18年）6月、第42師団参謀長となり出征する。同年9月、歩兵第35連隊長を経て、1945年（昭和20年）4月、独立混成第75旅団長に補され、同年6月、陸軍少将に進級。台湾の新竹南方にて展開し米軍の上陸に備える中、終戦を迎えた。
1947年（昭和22年）11月28日、公職追放仮指定を受けた。